# Liste des épisodes de Legend of the Seeker : L'Épée de vérité

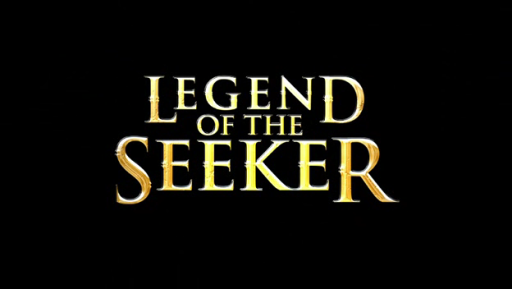
Logo de Legend of the Seeker

Ce qui suit est la liste complète des épisodes diffusés de la série télévisée américaine Legend of the Seeker : L'Épée de vérité, diffusé en syndication aux États-Unis depuis le 1er novembre 2008.
Au 3 février 2009, sur les 22 épisodes commandés de la première saison, tous ont été diffusés,,.
La deuxième saison qui est composée de 22 épisodes, a été diffusée à partir du 7 novembre 2009.

## Saison 1 (2008-2009)
Richard Cypher (Craig Horner), un jeune guide forestier, découvre qu'il est le seul vrai Sourcier et qu'une prophétie prédit qu'il va tuer le tyran Darken Rahl (Craig Parker). Avec la belle et mystérieuse Kahlan Amnell (Bridget Regan), une inquisitrice ayant le pouvoir de soumettre quelqu'un simplement en le touchant, et Zeddicus Zu'l "Zedd" Zorander (Bruce Spence), un vieux mais sage sorcier, Richard embarque dans une quête pour réaliser la prophétie.
| No | Titre                                       | Réalisation        | Scénario                                  | Diffusion aux États-Unis | Diffusion en France     |
| --- | ------------------------------------------- | ------------------ | ----------------------------------------- | ------------------------ | ----------------------- |
| 1 | La Prophétie Prophecy                       | Mark Beesley       | John Shiban, Ken Biller et Stephen Tolkin | 1er novembre 2008        | 21 octobre 2009 sur TF6 |
| L'inquisitrice Kahlan Amnell s'échappe des Contrées du Milieu pour Terre D'Ouest, une contrée sans aucune magie où Zeddicus Zul'Zorander a amené Richard Cypher plus de vingt ans plus tôt afin de le protéger de Darken Rahl, un tyran qui veut développer son empire de D'Hara aux Contrées du Milieu. Elle rencontre Richard, un bûcheron qui la sauve des quatre soldats à sa poursuite, envoyés par Rahl afin de s'approprier le Grimoire des Ombres Recensées. Kahlan trouve le magicien Zeddicus Zul'Zorander qu'elle est venue chercher et insiste pour qu'il la mène au Sourcier. Zedd lui révèle qu'il s'agit de Richard. Kahlan donne à Richard le Grimoire des Ombres recensées et Zedd lui donne l'Épée de Vérité, et ensemble, ils le nomment Sourcier, celui qui défiera Rahl. Un des soldats, Fane, tue le père de Richard et prend le Grimoire des Ombres Recensées à Richard. |                                             |                    |                                           |                          |                         |
| 2 | Le Destin Destiny                           | Mark Beesley       | Ken Biller et Barry Schkolnick            | 1er novembre 2008        | 21 octobre 2009         |
| Richard, Kahlan, Zedd et Dell' Chase Brandstone (Jay Laga'aia), le meilleur ami de Richard à Hartland, concoctent un plan pour trouver Ranssyn Fane, un D'Haran travaillant pour Darken Rahl qui a presque tué Kahlan, a assassiné le père adoptif de Richard, et volé le Grimoire des Ombres Recensées. Pendant ce temps, les soldats de Rahl détruisent la frontière qui sépare les Contrées du Milieu de Terre d'Ouest et Fane kidnappe la fille de Chase, Laura et oblige une sorcière à lui donner la Pierre de Nuit, afin de traverser. Richard et Kahlan rattrapent Fane à la frontière, où le tuent et récupèrent le Grimoire. Richard brûle alors le Grimoire pour empêcher les soldats de s'en emparer. Il les combat ensuite aux côtés de Kahlan. Après avoir récupéré de sa blessure, Zedd rejoint Richard et Kahlan pour pénétrer dans les Contrées du Milieu. |                                             |                    |                                           |                          |                         |
| 3 | Les Cartes enchantées Bounty                | Jesse Warn         | Chad Fiveash et James Stoteraux           | 8 novembre 2008          | 21 octobre 2009         |
| Lorsque Darken Rahl offre une récompense importante à quiconque capturerait le Sourcier, de dangereux mercenaires partent à la recherche de Richard en utilisant des cartes magiques. Richard, Kahlan et Zedd sont attaqués par une bande de mercenaires. Ils s'aperçoivent que l'un d'entre eux était porteur d'une carte qui permet de suivre les déplacements de Richard. Une femme du nom de Lily demande leur aide pour sauver son frère du Shadrin, un monstre mythique. Quand le groupe trouve encore une autre carte indiquant l'emplacement de Richard, Zedd part à la recherche d'un cartographe nommé Sebastian. Richard et Kahlan suivent Lily pour trouver son frère, mais cela s'avère être un piège. Lily veut échanger Richard contre son frère qui doit être exécuté par les soldats de la Rahl. Pendant ce temps, Zedd avertit le cartographe de ne pas faire d'autres cartes indiquant la localisation du Sourcier. Il revient à temps pour empêcher la capture et sauver Richard et Kahlan. Richard aide le frère de Lily à s'échapper. En retour, cette dernière contribue à annoncer que le Sourcier est de retour, et qu'il est là pour aider population soumise à Rahl. |                                             |                    |                                           |                          |                         |
| 4 | Brennidon                                   | Jonathan Brough    | Erin Maher et Kay Reindl                  | 15 novembre 2008         | 28 octobre 2009         |
| Alors que Kahlan accomplit ses devoirs d'inquisitrice, Richard retourne à Brennidon, son lieu de naissance, mais il est troublé de trouver le village en état de siège avec les soldats D'Haran. Une femme du nom de Brigid prétend être la mère de Richard et que son fils Mark est son frère. Après avoir été témoin de l'exécution d'une femme ayant osé défier l'autorité de Darken Rahl, Richard est déterminé à sauver son village malgré la menace D'Haran et sa possible capture. Pendant ce temps, Zedd convainc une femme qu'il n'est pas le père de son fils grâce à l'aide de Kahlan, qui apprend par contre que Richard est son petit-fils. Lorsque les deux apprennent où est riche Richard, ils accourent vers Brennidon. Ils arrivent à temps pour aider les villageois et Richard à repousser et tuer les D'Harans. Brigid révèle à Richard que, bien qu'elle le considère comme son fils, elle n'est pas sa mère et que sa véritable mère est à sa recherche. |                                             |                    |                                           |                          |                         |
| 5 | Le Télépathe Listener                       | Mark Beesley       | Stephen Tolkin                            | 22 novembre 2008         | 4 novembre 2009         |
| Alors qu'ils assistent à la capture par les soldats de Darken Rahl d'un enfant, dont la capacité de télépathe lui permet de lire les pensées des autres en regardant dans leurs yeux, Richard, Kahlan et Zedd conçoivent un plan de sauvetage. Après le sauvetage, Zedd utilise les soldats pour trouver Rahl, tandis que Richard et Kahlan discutent du retour de l'enfant, nommé Renn, auprès de son beau-père. Renn fait de plus en plus confiance à Richard et Kahlan après qu'ils eurent risqué leur vie pour le protéger. Grâce à ses capacités, Renn découvre les secrets de Richard et Kahlan, y compris leurs sentiments l'un pour l'autre. Il rassure chacun d'entre eux sur la réciprocité de leurs sentiments. Ne voulant pas qu'ils soient blessés, Renn retourne avec son beau-père, qui le vend à nouveau aux soldats de Rahl. Ils ont de plus capturé Zedd qui aidait un traître D'Haran à s'échapper. Richard et Kahlan trouvent Renn et Zedd, qui les aident à repousser les soldats. Ils voyagent enfin jusqu'à Thandor, où Renn est mis en sécurité et pris en charge par les Sœurs de la Lumière. |                                             |                    |                                           |                          |                         |
| 6 | L'Élixir Elixir                             | Charlie Haskell    | Mike Sussman                              | 29 novembre 2008         | 28 octobre 2009         |
| Un garçon nommé Jack vole les chevaux de Zedd, Richard et Kahlan et les vend à Rymus, un marchand de magie, dans le village de Drendril. En recherchant Jack dans le village, Richard est aidé par la tenancière d'une taverne. elle lui fournit une potion magique qui lui permet de voir la localisation précise de Jack. Après l'avoir retrouvé, celui-ci les emmène aux marchands. Un affrontement débute, et Kahlan est obligée d'utiliser sa puissance d'inquisitrice sur Rymus, tandis que Zedd se montre lui-même comme un magicien. Ils découvrent que Drendril est corrompue par les potions magiques d'un sorcier qui capture Zedd. Il se révèle être Jeziah, un ancien élève de Zedd. Richard apprend à ne pas compter sur la magie et se sert de ses compétences d'orientation dans les bois pour trouver Zedd. Richard, Kahlan et Rymus défont Jeziah et les marchands dans un combat, mais Rymus meurt en protégeant Kahlan. Remarquant les sentiments de Richard pour Kahlan, Zedd rappelle à Kahlan qu'elle doit expliquer à Richard son pouvoir d'inquisitrice, ainsi que son incidence sur leur relation. |                                             |                    |                                           |                          |                         |
| 7 | L'Imposteur Identity                        | Garth Maxwell      | Chad Fiveash et James Stoteraux           | 6 décembre 2008          | 4 novembre 2009         |
| Richard ignore l'avertissement de Shota, la sorcière qui a eu une vision de sa mort, et continue son plan pour capturer Demmin Nass, le bras-droit de Darken Rahl à Kalabra. Par conséquent, Shota utilise la magie pour échanger temporairement l'identité de Richard avec celle de Gryff, le fils d'un marchand. Kahlan et Zedd s'en vont pour Kalabra avec Gryff, qu'ils pensent être Richard. Sur le chemin, Kahlan révèle ses sentiments à l'égard de Richard à Gryff, et comment ils ne peuvent jamais être ensemble en raison de sa puissance d'inquisitrice. Pendant ce temps, Richard est forcé d'épouser Bronwyn, la fiancée de Gryff. Lorsque Bronwyn est finalement convaincue par Richard qu'il n'est pas Gryff mais le Sourcier, elle le conduit à Kalabra, où il retrouve Kahlan et Zedd, et sauve la vie de Gryff. Ils apprennent à partir d'un document dérobé à Nass que Darken Rahl est à la recherche des Boîtes d'Orden. Shota leur révèle une prophétie qui prédit que Kahlan trahira Richard. |                                             |                    |                                           |                          |                         |
| 8 | Les Mord'Sith Denna                         | Michael Hurst      | Ken Biller et Mike Sussman                | 10 janvier 2009          | 11 novembre 2009        |
| Craignant que ses sentiments pour Richard puissent compromettre leur mission, Kahlan quitte Richard et Zedd afin de trouver une autre inquisitrice qui puisse les aider. Peu de temps après, Richard est capturé par une Mord'Sith nommée Denna. Elle peut manipuler toute forme de magie à son encontre, et Zedd est impuissant face à elle. Denna révèle à Richard le plan de Darken Rahl visant à le torturer jusqu'à la soumission. Pendant qu'elle le torture, Kahlan retrouve Lara, une inquisitrice qui a abusé de son pouvoir pour prendre le contrôle de l'ensemble d'un village. Lorsqu'elle apprend de Zedd que Richard a été capturé, Kahlan part sauver seule Richard. Lara est tuée par des soldats de Rahl et la population qu'elle avait converti se retrouvent libérés de son contrôle. Richard et Kahlan s'échappent de la prison en tuant Denna, qui est ramenée à la vie par une autre Mord'Sith. Lorsque Richard annonce à Kahlan qu'il connait son secret, elle réaffirme qu'ils doivent se concentrer sur leur mission et mettre de côté leurs sentiments réciproques. |                                             |                    |                                           |                          |                         |
| 9 | Le Marionnettiste Puppeteer                 | Mark Beesley       | Nicki Paluga                              | 17 janvier 2009          | 11 novembre 2009        |
| Darken Rahl tente d'obtenir la troisième et dernière Boîte d'Orden, appartenant à la reine Milena de Tamarang. Zedd tente de faire de même en se proposant comme marionnettiste pour la fête d'anniversaire de sa fille, la Princesse Violette. Pendant ce temps, Richard et Kahlan tentent de retarder l'émissaire de Darken Rahl qui se dirige vers Tamarang. Zedd se lie d'amitié avec Rachel, une petite fille de dix ans, esclave-poupée de la Princesse Violet. Avec son aide, Zedd vole la troisième Boîte d'Orden et la remplace par une copie. Richard et Kahlan interceptent dans le même temps une petite unité des soldats de Rahl et découvrent que Darken Rahl est en train de voyager pour récupérer lui-même la Boîte à Tamarang. Rachel aide Zedd à faire sortir la vraie Boîte de Tamarang, avec l'aide d'une cuisinière nommée Martha. Elle l'amène à Richard et Kahlan. Rahl se rend compte que la boîte est un faux et ne parvient pas à capturer Zedd. Il tue la reine Milena en conséquence et envoie sa fille, la princesse Violet comme esclave dans les mines d'Athanasia. Après que Zedd ait retrouvé Richard et Kahlan, Rachel est prise en charge par Martha qui s'enfuit pour retrouver sa famille.                                                                    |                                             |                    |                                           |                          |                         |
| 10 | Sacrifice                                   | Michael Hurst      | Chad Fiveash et James Stoteraux           | 24 janvier 2009          | 18 novembre 2009        |
| Richard, Kahlan et Zedd rencontre un groupe d’inquisitrices menées par la Mère Inquisitrice Serena qui tentent d’échapper à Rahl en partant pour une île nommée Valeria. Après avoir découvert que sa sœur Dennee, toujours vivante, était prisonnière d’une prison D’Haran, Kahlan part la sauver en se déguisant en Mord'Sith, avec Richard comme son prisonnier. La joie des inquisitrices d'apprendre la grossesse de Dennee est de courte durée lorsqu’elle donne naissance à un garçon. La tradition veut que les descendants mâles d’inquisitrices soient tués à la naissance. S’opposant aux inquisitrices, Richard refuse le sort de l’enfant et s’enfuit avec lui, bientôt aidé par Kahlan. Lancée à leur poursuite, Serena converti Zedd et récupère le bébé. Décidées à protéger le garçon, les autres inquisitrices, aidées de Richard et Kahlan, convertissent les soldats de Rahl, lancés à leur poursuite, afin de les utiliser pour détourner l’attention de Zedd pendant qu'ils affrontent Serena. Le compagnon de Dennee tue Serena, libérant ainsi Zedd de son contrôle, et ils partent avec leur fils pour Valeria. Les autres inquisitrices désignent Kahlan comme leur nouvelle Mère Inquisitrice et décident de rester pour aider la population sous le joug de Darken Rahl. |                                             |                    |                                           |                          |                         |
| 11 | Le Pouvoir du Globe Confession              | Garth Maxwell      | Barry Schkolnick                          | 31 janvier 2009          | 18 novembre 2009        |
| Lorsque deux membres de la résistance contre Darken Rahl meurent dans des circonstances suspectes, leur chef, Conor, demande de l'aide à Kahlan. Zedd s'en va de son côté dans sa famille pour récupérer la clé d'une crypte, afin d'y cacher la troisième Boîte d'Orden. Richard et Kahlan arrive dans la maison de Conor et découvre son cadavre. Kahlan utilise son pouvoir d'inquisitrice sur un voleur nommé Niles, qui leur dit qu'il a tué Conor. Ils découvrent trop tard que Niles, qui a été pendu pour le meurtre, n'était pas responsable. Lorsque Kahlan trouve la sœur de Niles mort et Richard convaincu qu'il est le meurtrier, ils découvrent qu'une magie est utilisée par le véritable tueur afin de donner à d'autres les souvenirs de l'assassinat des victimes. Le connétable de la ville, Declan, amène la preuve que la femme de Conor, Nella, avait commis les meurtres, mais il se révèle être l'assassin et un partisan de Darken Rahl. Zedd rejoint Richard et Kahlan après avoir récupéré la clé et avoir renoué avec son frère. |                                             |                    |                                           |                          |                         |
| 12 | Entre rêve et réalité Home                  | Charlie Haskell    | Stephen Tolkin                            | 21 février 2009          | 25 novembre 2009        |
| Darken Rahl ordonne à son sorcier, Giller, de jeter un sort sur Richard pendant qu'il dort. Le sort fait halluciner à Richard qu'il est de retour à Hartland, que Kalhan, Zedd et son aventure n'ont jamais existé. Ralh se fait passer pour Anna Brighton, une amie d'enfance de Richard, et essaye de lui faire révéler la localisation de la Troixième Boite d'Orden. |                                             |                    |                                           |                          |                         |
| 13 | L'Esprit de la crypte Revenant              | Geoffrey Cawthorn  | Erin Maher et Kay Reindl                  | 28 février 2009          | 25 novembre 2009        |
| Richard, Kahlan, et Zedd veulent cacher la troisième Boite d'Orden à la Crypte de Kieran dans le reste du dernier Sourcier. Les choses prennent un tournant dramatiques quand le trio est enfermé dans la crypte avec l'esprit de Kieran, son inquisitrice Viviane, et son Sorcier Amfortas. |                                             |                    |                                           |                          |                         |
| 14 | Hartland                                    | Mark Beesley       | Mike Sussman                              | 7 mars 2009              | 2 décembre 2009         |
| Quand Darken Rahl établit une garnison dans le village natal du Sourcier, Richard et Kahlan, aidés de Chase, traversent la frontière pour libérer les Contrées du Milieu des forces des ténèbres. |                                             |                    |                                           |                          |                         |
| 15 | Magie noire Conversion                      | Andrew Merrifield  | Chad Fiveash & James Stoteraux            | 14 mars 2009             | 2 décembre 2009         |
| Le groupe décide de récupérer des membres de la famille de Chase, au sein d'une forteresse dans laquelle un magicien de Rahl se livre à des expériences. |                                             |                    |                                           |                          |                         |
| 16 | Le Pouvoir d'Orden Bloodline                | Garth Maxwell      | Nicole Paluga                             | 21 mars 2009             | 9 décembre 2009         |
| Zedd cache magiquement la troisième boite d'Orden, mais Darken Rahl fait appel à une personne très particulière pour outrepasser cette magie. |                                             |                    |                                           |                          |                         |
| 17 | Meilleurs Ennemis Deception                 | Chris Martin-Jones | Raf Green                                 | 28 mars 2009             | 9 décembre 2009         |
| Le peuple est décimé par un mystérieux objet magique. Richard décide de s'infiltrer dans la garnison dans laquelle sont stockés ces objets. |                                             |                    |                                           |                          |                         |
| 18 | Portrait caché Mirror                       | Jonathan Brough    | Michael K. Sheeter & Stephen Tolkin       | 24 avril 2009            | 16 décembre 2009        |
| Un groupe de voleurs utilise la magie pour se faire passer pour Richard et Kahlan. Quand le vrai sourcier arrive sur les lieux, ils décident de lui voler son épée. |                                             |                    |                                           |                          |                         |
| 19 | Malédiction Cursed                          | Mark Beesley       | Chad Fiveash & James Stoteraux            | 1er mai 2009             | 16 décembre 2009        |
| Le groupe est appelé par un roi qui souffre d'une malédiction, après avoir demandé l'aide de la sorcière Shota. |                                             |                    |                                           |                          |                         |
| 20 | Un autre monde Sanctuary                    | Garth Maxwell      | Mike Sussman                              | 8 mai 2009               | 23 décembre 2009        |
| Les compagnons tentent de trouver une bibliothécaire qui peut retrouver la copie du livre des Ombres Recensées, mais Rahl décide de les prendre de vitesse. |                                             |                    |                                           |                          |                         |
| 21 | Épidémie Fever                              | Jonathan Brough    | Nicki Paluga                              | 8 mai 2009               | 23 décembre 2009        |
| Jenhsen tente de fuir les soldats de Darken Rahl alors que Richard est en route pour récupérer ses deux boites d'orden mais elle se fait capturer et devient amnésique, Rahl en profite pour la retourner contre son frère afin de récupérer les boites et le grimoire des ombres recensées. Pendant ce temps, le village qui abritait Jenhsen et où se trouve Richard est atteint par un Fléau déchainé par le tyran: une peste magique, la fièvre de feu. |                                             |                    |                                           |                          |                         |
| 22 | L'Accomplissement de la Prophétie Reckoning | Michael Hurst      | Ken Biller & Stephen Tolkin               | 23 mai 2009              | 23 décembre 2009        |
| Un cataclysme magique envoie une Mord-Sith, Cara mason, Richard, et les trois Boites d'Orden 58 ans dans le futur. Dans le passé, Darken Rahl proclame sa victoire et force Kahlan à l'épouser. Alors qu'ils se détestent, Richard et Cara doivent travailler ensemble pour retourner dans le passé et vaincre Rahl. |                                             |                    |                                           |                          |                         |

## Saison 2 (2009-2010)
| No | Titre                                                                                               | Réalisation        | Scénario                                                            | Diffusion aux États-Unis | Diffusion au Québec    | Diffusion en France      |
| --- | --------------------------------------------------------------------------------------------------- | ------------------ | ------------------------------------------------------------------- | ------------------------ | ---------------------- | ------------------------ |
| 1 | La Marque du Gardien Marked                                                                         | Mark Beesley       | Ken Biller & Stephen Tolkin                                         | 7 novembre 2009          | 23 août 2010 sur Ztélé | 20 décembre 2010 sur TF6 |
| Alors que Richard, Kahlan et Zedd fêtent la mort de Darken Rahl. Le village où ils sont se trouve est attaqué par une bête mythique, puis par les Mord'Siths. Richard reçoit l'aide contre toute attente de D'Haran, ainsi qu'une surprenante révélation. Ensemble, ils tentent de comprendre ce qui se passe, et ce que la mort de Darken Rahl a engendré… | |                    |                                                                     |                          |                        |                          |
| 2 | Les Agents du Gardien Baneling                                                                      | Michael Hurst      | Chad Fiveash & James Stoteraux                                      | 14 novembre 2009         | 30 août 2010           | 20 décembre 2010         |
| Le sourcier à la recherche d'un moine, vient en aide à des détenus d'un camp D'Haran où ces derniers essayent de tous les tuer pour ne pas laisser de trace. En réalité, ce camp regorge de mort... dont certains font un pacte avec "le Gardien du Royaume des morts"...                                                                                   | |                    |                                                                     |                          |                        |                          |
| 3 | Le Procès Broken                                                                                    | Nicki Paluga       | Chris Martin-Jones                                                  | 21 novembre 2009         | 6 septembre 2010       | 20 décembre 2010         |
| Cara révèle avoir tué un proche d'un des héros, ce qui enrage celui-ci. Pour le bien de tous, Richard préfère qu'elle s'éloigne d'eux. Cara décide alors de retourner dans son ancien village, mais très vite les choses lui échappe, et elle se retrouve jugée... par les anciens du village et la "Mère Inquisitrice".                                    | |                    |                                                                     |                          |                        |                          |
| 4 | Converti Touched (États-Unis) Annabelle (France)                                                    | Garth Mawwell      | Arisa Lisanne Mittman                                               | 28 novembre 2009         | 13 septembre 2010      | 21 décembre 2010         |
| Kahlan a reçu une information d'une manière très étrange, et décide d'en prouver la véracité. Cette quête les conduit à une jeune fille, qui ignorant tous de ces pouvoirs, va confesser des hommes… | |                    |                                                                     |                          |                        |                          |
| 5 | Cure de jouvence Wizard                                                                             | Jonathan Brough    | Stephen Tolkin                                                      | 5 décembre 2009          | 20 septembre 2010      | 21 décembre 2010         |
| Shota jette un sort à Zedd, qui va complètement changer sa personnalité actuelle... Dépassés Kahlan, Richard et Cara tentent par tous les moyens d'annuler le sort... | |                    |                                                                     |                          |                        |                          |
| 6 | Furie Fury                                                                                          | Andrew Merrifield  | Raf Green                                                           | 12 décembre 2009         | 27 septembre 2010      | 22 décembre 2010         |
| Les tentatives de Richard pour apprendre à un peuple pacifiste à se défendre seul déclenche une folie incontrôlable qui menace de les consumer et de détruire le Sourcier. | |                    |                                                                     |                          |                        |                          |
| 7 | Résurrection Resurrection                                                                           | Jesse Warn         | Mike Sussman                                                        | 9 janvier 2010           | 4 octobre 2010         | 22 décembre 2010         |
| Richard devient un pion réticent dans le plan de la Mord-Sith Denna pour prendre le contrôle du trône laissé vacant par la mort de Darken Rahl. | |                    |                                                                     |                          |                        |                          |
| 8 | Les Sœurs de la Lumière Light (États-Unis) Le Han (France)                                          | Jonathan Brough    | Chad Fiveash & James Stoteraux                                      | 16 janvier 2010          | 11 octobre 2010        | 23 décembre 2010         |
| Richard apprend qu'il possède en lui des pouvoirs cachés de sorcier et doit abandonner sa mission pour les acquérir et les maîtriser. De leur côté, Kahlan et Cara cherche à sauver Zedd que Denna a capturé. | |                    |                                                                     |                          |                        |                          |
| 9 | Le Palais des Prophètes Dark (États-Unis) Les Sœurs de la Lumière (France)                          | Garth Maxwell      | Nicki Paluga                                                        | 23 janvier 2010          | 18 octobre 2010        | 23 décembre 2010         |
| Les Sœurs de la Lumière enseignent à Richard comment utiliser ses pouvoirs de Sourcier. Pendant que Zedd doit nommer un nouveau Sourcier. Au palais, Nicci révèle un secret choquant à Richard. | |                    |                                                                     |                          |                        |                          |
| 10 | Cauchemars Perdition (États-Unis) La Vallée de la perdition (France)                                | Mark Beesley       | Charley Dane                                                        | 30 janvier 2010          | 25 octobre 2010        | 24 décembre 2010         |
| Richard est coincé dans la vallée de la perdition et doit faire face à ses pires peurs pendant que Nicci conspire pour assassiner Kahlan. En parallèle, les sentiments de Cara envers le nouveau Sourcier sont de plus en plus grandissant. | |                    |                                                                     |                          |                        |                          |
| 11 | Déchirée Torn                                                                                       | Chris Martin-Jones | Kristine Huntley                                                    | 13 février 2010          | 1er novembre 2010      | 24 décembre 2010         |
| Alors que Zedd et Kahlan doivent partir pour que cette dernière puisse reprendre son trône, un incident se produit durant la téléportation séparant les personnalités de Kahlan. Richard s'en aperçoit rapidement et essaye de réunir ces deux moitiés. | |                    |                                                                     |                          |                        |                          |
| 12 | Affamée Hunger (États-Unis) L'Eau des ombres (France)                                               | Michael Hurst      | Raf Green & Ken Biller                                              | 20 février 2010          | 8 novembre 2010        | 27 décembre 2010         |
| Cara perd la vie au cours d'un combat, mais elle revient rapidement à la vie ayant accepté le marché de Darken Rahl. Pendant ce temps, les autres découvrent que des personnes vendent un remède pour les banelings… | |                    |                                                                     |                          |                        |                          |
| 13 | Princesse Princess (États-Unis) La Princesse (France)                                               | Garth Maxwell      | Stephen Tolkin                                                      | 27 février 2010          | 15 novembre 2010       | 27 décembre 2010         |
| Nicci revient sous une nouvelle apparence et s'arrange pour faire arrêter Kahlan. Pour la sauver d'une exécution, Cara, réticente, doit devenir une princesse polie et innocente afin de gagner l'affection d'un puissant régnant qui la retient prisonnière.                                                                                               | |                    |                                                                     |                          |                        |                          |
| 14 | Retrouvailles Bound (États-Unis) Le Sort de maternité (France)                                      | Chris Martin-Jones | Arika Lisanne Mittman & Nicki Paluga                                | 20 mars 2010             | 22 novembre 2010       | 28 décembre 2010         |
| Nicci en profite pour jeter un sort à Kahlan qui la lie à elle. Richard est donc obligé d'aider et de protéger Nicci pour sauver Kahlan. Pendant ce temps, Zedd, Cara et Kahlan essayent d'annuler le sort, pour cela ils doivent rendre visite à une personne du passé de la « Mère Inquisitrice ».                                                        | |                    |                                                                     |                          |                        |                          |
| 15 | La Créatrice Creator                                                                                | Mike Smith         | Mike Sussman & Ken Biller                                           | 27 mars 2010             | 29 novembre 2010       | 28 décembre 2010         |
| La Créatrice revient sous une forme humaine à la surprise générale, et décide de mener un procès à l'encontre de Richard. Tous se divisent alors, est-elle oui ou non ce qu'elle prétend ? | |                    |                                                                     |                          |                        |                          |
| 16 | La Vengeance Desecrated (États-Unis) Vengeance (France)                                             | Garth Maxwell      | Chad Fiveash & James Stoteraux                                      | 10 avril 2010            | 6 décembre 2010        | 29 décembre 2010         |
| C'est l'anniversaire de Richard, Kahlan et Zedd lui organisent alors une fête surprise. Qui tourne au désastre lorsqu'un sorcier piège Cara et Kahlan et ne pense qu'à une chose, la vengeance. | |                    |                                                                     |                          |                        |                          |
| 17 | Amitié maléfique Vengeance (États-Unis) Le Secret de Zedd (France)                                  | Michael Hurst      | Charley Dane                                                        | 17 avril 2010            | 13 décembre 2010       | 29 décembre 2010         |
| Zedd et son frère s'unissent pour venger le meurtre de leur père. Un étranger se lie d'amitié avec Richard et le confronte, avec Zedd, à leur passé. | |                    |                                                                     |                          |                        |                          |
| 18 | Le Sosie Walter                                                                                     | Andrew Merrifield  | Stephen Tolkin & Ken Biller                                         | 24 avril 2010            | 20 décembre 2010       | 30 décembre 2010         |
| Darken Rahl prépare son retour dans le monde des vivants, utilisant un malheureux sosie. Alors que le Sourcier court après un manuscrit volé qui détient la clé de sa quête dans la Pierre des Larmes. | |                    |                                                                     |                          |                        |                          |
| 19 | Extinction Extinction (États-Unis) Frères ennemis (France)                                          | Jesse Warn         | Histoire : Nicki Paluga Adaptation : Chad Fiveash & James Stoteraux | 1er mai 2010             | 27 décembre 2010       | 30 décembre 2010         |
| Richard est forcé de s'allier avec Darken Rahl, son frère ressuscité, lorsque celui-ci déchiffre les secrets caché dans l'ancien parchemin destiné à trouver la pierre des larmes. | |                    |                                                                     |                          |                        |                          |
| 20 | Éternité Eternity (États-Unis) La Vallée de la pierre (France)                                      | Garth Maxwell      | Raf Green & Arika Lisanne Mittman                                   | 8 mai 2010               | 3 janvier 2011         | 31 décembre 2010         |
| Richard et Kahlan partent de leur côté pour trouver enfin la pierre ainsi que les veilleurs de celle-ci. Pendant que Cara et Zedd partent de leur côté pour délivrer un enfant. Cependant, cela est un piège pour capturer Cara qui est retenue prisonnière par Darken Rahl afin de la « briser » pour qu'elle soit à nouveau sous ses ordres.              | |                    |                                                                     |                          |                        |                          |
| 21 | Une nouvelle Prophétie (1re partie) Unbroken (États-Unis) La Dernière Épreuve (1re partie) (France) | Michael Hurst      | Mike Sussman                                                        | 15 mai 2010              | 10 janvier 2011        | 31 décembre 2010         |
| Cara en prise d'une magie noire toujours plus pernicieuse, Zedd essaye un sort d'annulation et découvre un autre scénario qui reprend un an en arrière. | |                    |                                                                     |                          |                        |                          |
| 22 | Une nouvelle Prophétie (2e partie) Tears (États-Unis) La Dernière Épreuve (2e partie) (France)      | Mark Beesley       | Ken Biller & Stephen Tolkin                                         | 22 mai 2010              | 17 janvier 2011        | 31 décembre 2010         |
| Richard, Kalhan et les autres sont sur les derniers pas du temple de la création, rejoint par les sœurs de la Lumière, de l'Obscurité, de l'Agiel, de Nicci et du frère Edward du monastère de Karan-Rah à cause d'une dernière prophétie. | |                    |                                                                     |                          |                        |                          |